# 伊瓜苏河畔圣米格尔
伊瓜苏河畔圣米格尔是巴西巴拉那州的一个市镇。总面积851.301平方公里，总人口26284人，人口密度30.9人/平方公里。